# Eupelmus tenuicornis
Eupelmus tenuicornis är en stekelart som beskrevs 1905 av Jean-Jacques Kieffer. Arten ingår i släktet Eupelmus och familjen hoppglanssteklar. Inga underarter finns listade i Catalogue of Life.